# 水素製造法
『水素製造法』（すいそせいぞうほう）は、1978年のかんべむさしによる掌編小説。あまり勉強していない文系学生の主人公が就職試験に臨み、試験文中の「水素ガスの製造法を述べよ」という設問に対し、参照用の国語辞典のみを頼りに回答を得ようとする。語句を引いていくうちに、どんどん奇天烈な回答が生み出される様子を描いている。ドタバタであり、一種のSFともいえるだろう。
通常のSF作品は作者の科学知識によって読者を納得させる展開を作るものだが、この作品においては、読者の科学知識によって、主人公の回答の珍妙さを笑わせるという逆転的手法をとっている。

## 辞書遊び
この作品は「辞書遊び」に着想を得ていると思われる。辞書遊びとは、辞書で適当な語句を引き、その項目にある語句を引くことによって、辞書内の項目を次々とジャンプしていく遊びである。あるいは、再帰的に語句の定義を埋め込んでいくことで、可笑しな文章を生み出す遊びである。

## その他の話題
SF系の電子掲示板などのコミュニティにおいて、不十分な知識で議論に臨み、知らない言葉がでてくると応急的に辞書やネット検索によって得られた程度の知識のみに頼って議論を進めようとする者に対し、「水素製造法かよ」とか「辞書でも引いてろ」とか揶揄がなされることがある。